# Mã Thành
Mã Thành là một xã thuộc huyện Yên Thành, tỉnh Nghệ An, Việt Nam.
Xã Mã Thành có diện tích 18,64 km², dân số năm 1999 là 6.858 người, mật độ dân số đạt 368 người/km².